# Fumibotys fumalis
Fumibotys fumalis är en fjärilsart som beskrevs av Achille Guenée 1854. Fumibotys fumalis ingår i släktet Fumibotys och familjen Crambidae. Inga underarter finns listade i Catalogue of Life.